# Hurricane Neddy
"Hurricane Neddy" er det ottende afsnit af The Simpsons' ottende sæson, og blev vist første gang på den amerikanske tv-station Fox den 15. december 1996. Familien Flanders' hus bliver som det eneste i Springfield ødelagt af en orkan, og de må flytte ind i den lokale kirkes kælder. Indbyggerne i Springfield genopbygger familiens hus, men da Ned opdager, at det genopbyggede hus er bygget meget dårligt, får han et raserianfald, hvorefter han indlægger sig selv på et psykiatrisk hospital.